# XO-2 N
Désignations
XO-2 N est une des deux étoiles du système XO-2, celle située le plus au nord.
Son sous-système abrite au moins une planète : XO-2 N b.